# Ploské (Košice-okolie)
Ploské es un municipio del distrito de Košice-okolie, en la región de Košice, Eslovaquia. Tiene una población estimada, a fines del año 2020, de 967 habitantes.
Está ubicado en el centro de la región, en la cuenca hidrográfica del río Sajó (afluente derecho del Tisza) y cerca de la frontera con la región de Prešov y con Hungría

## Demografía
| Año        | 1994 | 2004     | 2014    | 2024     |
| ---------- | ---- | -------- | ------- | -------- |
| Población  | 700  | 811      | 874     | 1032     |
| Diferencia |      | +15,85 % | +7,76 % | +18,07 % |

| Año        | 2023 | 2024    |
| ---------- | ---- | ------- |
| Población  | 1003 | 1032    |
| Diferencia |      | +2,89 % |